# Toronto Symphony Orchestra

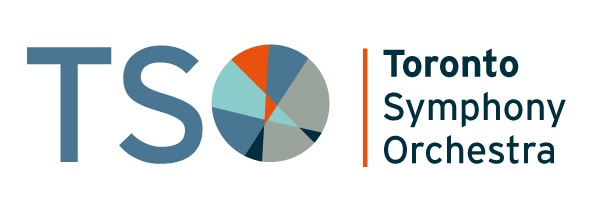
Logo

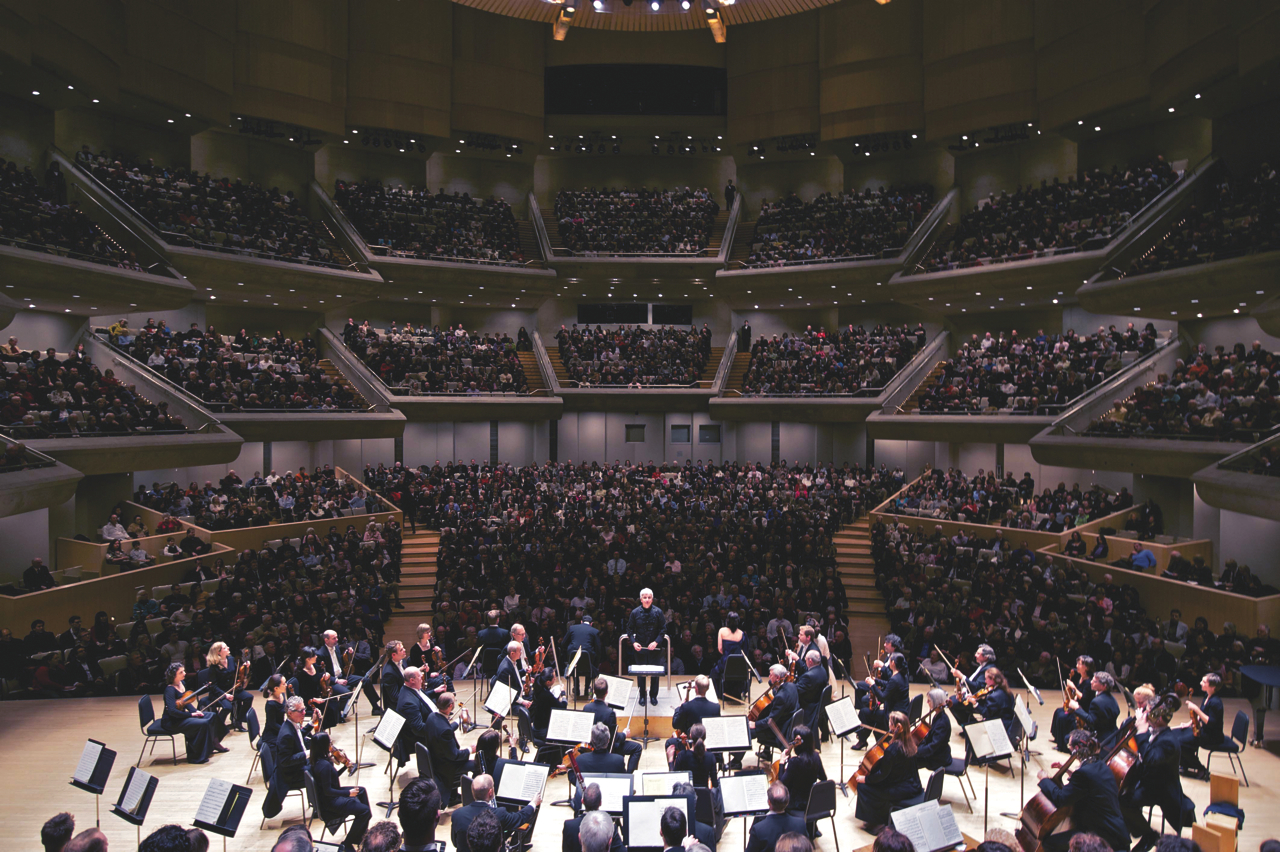
Toronto Symphony Orchestra tijdens een concert

Het Toronto Symphony Orchestra (vaak afgekort tot TSO) is een Canadees symfonieorkest. Elk jaar wonen circa 400.000 mensen uitvoeringen van het orkest bij; vaak wordt zo’n uitvoering uitgezonden via CBC Radio 2. Het TSO werd opgericht in 1922 en speelde van 1923 tot 1982 in de Massey Hall. Tegenwoordig speelt het orkest in de Roy Thomson Hall. Het orkest  heeft een historie waar het internationale uitvoeringen betreft, inclusief een Europees tournee in het voorjaar van 2000.
Dirigenten:
- Luigi von Kunits (1922-1931)
- Ernest MacMillan (1931-1956)
- Walter Susskind (1956-1965)
- Seiji Ozawa (1965-1969)
- Karel Ančerl (1969-1973)
- Andrew Davis (1975-1988)
- Günther Herbig (1988-1994)
- Jukka-Pekka Saraste (1994-2001)
- Peter Oundjian (2003-)

De huidige concertmeester van het TSO is Jacques Israelievitch.